# Costa y Guillamón
Costa y Guillamón és un nucli de població de l'Uruguai ubicat al sud del departament de Canelones.

## Població
Segons les dades del cens de l'any 2004, Costa y Guillamón tenia 566 habitants.
| Any  | Població |
| ---- | -------- |
| 1963 | 272      |
| 1975 | 549      |
| 1985 | 481      |
| 1996 | 562      |
| 2004 | 566      |

Font: Institut Nacional d'Estadística de l'Uruguai